# 6602 Gilclark
A 6602 Gilclark (ideiglenes jelöléssel 1989 EC) egy kisbolygó a Naprendszerben. Eleanor F. Helin fedezte fel 1989. március 4-én.